# 郭嘉佳
郭嘉佳（Guo Jia-jia，2005年7月30日—），藝名為Jia（韓語：지아），是一名在韓國發展的臺灣女歌手，現為韓國女子團體TRI.BE的成員，官方定位為副唱，2021年2月17日在韓國出道。

## 演藝生涯

### 出道前
在台北MIXCIN舞蹈教室短暫學習舞蹈。
在LIONHEART娛樂旗下當練習生。

### 2021年至今：TRI.BE
2021年1月5日，TRI.BE官方公布郭嘉佳為團體成員之一。

## 外部連結
- Jia的新浪微博